# Хетуйка
Хетуйка (рум. Hătuica) — село у повіті Ковасна в Румунії. Входить до складу комуни Каталіна.
Село розташоване на відстані 167 км на північ від Бухареста, 27 км на схід від Сфинту-Георге, 51 км на північний схід від Брашова.

## Населення
За даними перепису населення 2002 року у селі проживали 458 осіб, з них 456 осіб (99,6%) угорців. Рідною мовою 456 осіб (99,6%) назвали угорську.